# Wellington Monteiro
Wellington Monteiro (Rio de Janeiro, 7 settembre 1978) è un ex calciatore brasiliano, di ruolo centrocampista o difensore.

## Palmarès

### Club

#### Competizioni internazionali
- Copa Libertadores: 1

Internacional: 2006
- Coppa del mondo per club: 1

Internacional: 2006
- Recopa Sudamericana: 2

Internacional: 2007